# Søren Berg (ingeniør)
 Der er flere personer med dette navn, se Søren Berg.
Søren Adolph Egeriis Berg (5. marts 1897 på Brådegård i Bråde – 1978) var en dansk civilingeniør.

## Uddannelse
Han var søn af læge Johan Ludvig Berg (1868-1906) og Ellen Wildt (1873-1948) og blev 1917 student fra Sorø Akademi og 1922 cand.polyt. Den 16. september 1940 blev han dr.techn. på afhandlingen Studies on Particle-Size Distribution.

## Karriere
Søren Berg virkede som ingeniør ved Den kgl. Porcelainsfabrik fra 1922 til 1925 og som laboratorieforstander sammesteds fra 1925 til 1933. Han var videnskabelig assistent ved Danmarks Tekniske Højskoles laboratorium for mørtelglas og keramik 1933-1939. Søren Berg blev tildelt 1. præmie i Industrirådets jubilæumskonkurrence om forslag til ny industriel virksomhed 1936. Fra 1939 var han driftsleder ved Porcelænsfabriken Danmark A/S og havde eneprokura samme sted fra 1954.
Den 1. oktober 1927 ægtede han på Frederiksberg Rådhus Sonja Christine Jeppesen (16. november. 1896 i Esbjerg - ?), datter af Peder Jeppesen og Maria Larsen.